# How to Dismantle an Atomic Bomb
How to Dismantle an Atomic Bomb (en español: Cómo desmantelar una bomba atómica) es el undécimo álbum de estudio de la banda irlandesa U2, publicado el 22 de noviembre de 2004. Al igual que su anterior álbum de estudio, All That You Can't Leave Behind, How to Dismantle an Atomic Bomb supuso un éxito comercial y de crítica y un retorno al tradicional sonido rock del grupo tras la experimentación con el rock alternativo y la música dance en los años 90.
Bono describió el álbum como "nuestro primer álbum de rock. Nos tomó veinte años o algo por el estilo, pero es nuestro primer álbum de rock". A pesar de no tratarse de un álbum conceptual en su tradicional definición, gran parte de la música y de las letras de How to Dismantle an Atomic Bomb reflejan el cruce de caminos en la existencia del mundo globalizado, con una temática que trata los temas del amor, la paz, la guerra, la armonía y la muerte. El nombre del álbum proviene en parte de un verso de la canción Fast Cars, grabada en la época del álbum, y lanzada como bonus track solamente en las ediciones del Reino Unido y Japón.
How to Dismantle an Atomic Bomb y los sencillos extraídos del álbum se alzaron con los ocho Premios Grammy a los que fueron nominados. El álbum vendió en torno a 9 millones de copias a nivel mundial y obtuvo importante promoción en las radios y en otros medios de comunicación con exitosos sencillos como "Vertigo", "City of Blinding Lights" y "Sometimes You Can't Make It On Your Own".

## Historia
En 2003, Bono declaró en una entrevista que una de las nuevas canciones, titulada "Full Metal Jacket", era la "madre de todas las canciones de rock" y la "razón para hacer un nuevo álbum". Un demo similar titulado "Native Son" fue también grabado. Ambos temas fueron posteriormente desarrollados en el estudio como "Vertigo".
Una versión primigenia del álbum, propiedad de The Edge, fue robada mientras el grupo realizaba una sesión de fotos para una revista en Francia en julio de 2004. El disco contenía versiones sin terminar de varias canciones que finalmente conformarían el álbum. El grupo comunicó que si los temas eran publicados, editarían el álbum inmediatamente. Varios meses después, varios temas del nuevo trabajo fueron publicados en Internet, si bien los demos de la copia robada permanecen inéditos.
Adam Clayton definió el álbum como "un trabajo con mucha guitarra. "Vértigo", "Love and Peace or Else", "City of Blinding Lights", "All Because of You", todos temas rockeros y buenos. Algunos de ellos son un retorno a nuestros primeros días, de modo que es como si cada año nos hubiéramos juntado más y es lo que somos ahora".
A finales de 2004, "Mercy", una canción de las sesiones de grabación de How to Dismantle an Atomic Bomb, fue publicada en Internet a través de un seguidor que recibió una copia del álbum con el tema extra. Además, el cantante Michael W. Smith se unió al grupo durante las sesiones de grabación del álbum para trabajar, al menos, en un tema titulado "North Star". La canción, un tributo al recién fallecido Johnny Cash, no ha sido publicada aún oficialmente o a través de bootlegs. No obstante, el 6 de agosto de 2010, un tema homónimo fue interpretado durante el concierto de apertura de la tercera manga del U2 360° Tour en Turín, Italia, y en muchos de los espectáculos de la misma gira que le siguieron, pero aún no se ha confirmado que se trate de la misma composición.
Una semana antes de la publicación del álbum, el grupo editó en formato streaming las canciones a través de su página web oficial, U2.com. Tras la publicación del álbum, U2 se embarcó en la gira Vertigo Tour.

## Sencillos
How to Dismantle an Atomic Bomb fue precedido por la publicación del primer sencillo, "Vertigo", el 24 de septiembre de 2004. La canción alcanzó el primer puesto en las listas de éxitos de varios países, incluyendo el Reino Unido, así como el puesto 31 en la lista Billboard Hot 100 de Estados Unidos. Asimismo, alcanzó el primer puesto en descargas digitales tanto en Estados Unidos como en el Reino Unido, convirtiéndose en el sencillo digital mejor vendido en Estados Unidos, alcanzando la certificación de doble platino en función de más de 200.000 descargas. La canción sirvió también para dar nombre a la gira de promoción de How to Dismantle an Atomic Bomb, Vertigo Tour.
Por otra parte, "Vertigo" fue utilizada como fondo de un anuncio de televisión del producto de Apple iPod. Apple, en comunión con el grupo, publicó una edición especial del iPod con los colores negro y rojo, usados en el diseño del álbum, así como con autógrafos de los cuatro miembros del grupo. Al mismo tiempo, iTunes publicó The Complete U2, box set con 148 temas del grupo incluyendo canciones inéditas.
El segundo sencillo publicado en el Reino Unido fue "Sometimes You Can't Make It On Your Own", que relata la relación de Bono con su padre recientemente fallecido. La canción debutó en el primer puesto en la lista británica de singles, convirtiéndose en el segundo sencillo consecutivo de U2 en alcanzar el primer puesto en el Reino Unido. En Estados Unidos, la canción alcanzó el puesto 15 en la lista Adult Top 40. Por otra parte, "City of Blinding Lights" fue publicada como tercer sencillo en su país de origen, alcanzando el puesto 2 en las listas británicas y manteniéndose durante nueve semanas.
El segundo sencillo en Estados Unidos fue "All Because of You". Aunque recibió una importante promoción en cadenas de radio, alcanzando el puesto 6 en la lista Modern Rock Tracks y el 20 en la lista Mainstream Rock Tracks, la canción obtuvo escasa cobertura. En el Reino Unido, "All Because of You" alcanzó el puesto 4 y se mantuvo cuatro semanas en la lista.
La canción "Original of the Species" fue publicada como sencillo promocional exclusivamente en Estados Unidos, alcanzando el puesto 6 en la lista Triple A según MediaGuide.com. El video promocional grabado para la canción alcanzó el puesto 12 en la lista de los 20 mejores videos de VH1.

## Recepción
Al igual que su predecesor, How to Dismantle an Atomic Bomb obtuvo buenas reseñas por parte de la crítica, tales como Rolling Stone (quien definió el álbum como "grandiosa música de grandiosos hombres"), la revista Q, Allmusic, Los Angeles Times y E! Online entre otros. Tras su publicación, el álbum debutó en el primer puesto en 34 países, incluyendo la lista estadounidense Billboard 200 (con 840.000 copias en su primera semana), la lista británica y la lista australiana de éxitos. Las ventas globales del álbum en 2006 ascendieron a las 8 millones de copias. Asimismo, How to Dismantle an Atomic Bomb recibió una puntuación del 79% por parte de Metacritic.
How to Dismantle an Atomic Bomb igualó el récord del álbum de Michael Jackson Thriller al obtener ocho premios Grammy en la 47.ª y 48.ª edición de los premios en todas las categorías a las que estaba nominado. Fue premiado con el premio Grammy al mejor álbum del año en 2006, mientras que el sencillo "Sometimes You Can't Make It On Your Own" fue galardonado con los premios a la canción del año y a la mejor interpretación rock de un dúo o grupo. Asimismo, "City of Blinding Lights" fue premiada con el Grammy a la mejor canción de rock.
En 2005, el sencillo "Vertigo" ganó en las tres categorías en las que había sido nominado: Mejor canción rock, mejor interpretación rock de un dúo o grupo con vocalista y mejor video musical.
Asimismo, How to Dismantle an Atomic Bomb fue clasificado en distintas listas elaboradas por medios de comunicación en las siguientes posiciones:
- Mejor álbum de 2004 para USA Today
- Mejor álbum de 2004 para Paste Magazine
- Mejor álbum de 2004 para The New York Times
- Segundo mejor álbum de 2004 para The Los Angeles Times
- Cuarto mejor álbum de 2004 para la revista Q.
- Tercer mejor álbum de 2004 para liveDaily.
- Octavo mejor álbum de 2004 en la encuesta Pazz & Jop de Village Voice, elaborada por 793 críticos musicales.
- 25.º mejor álbum de 2004 para PopMatters.

## Vertigo Tour

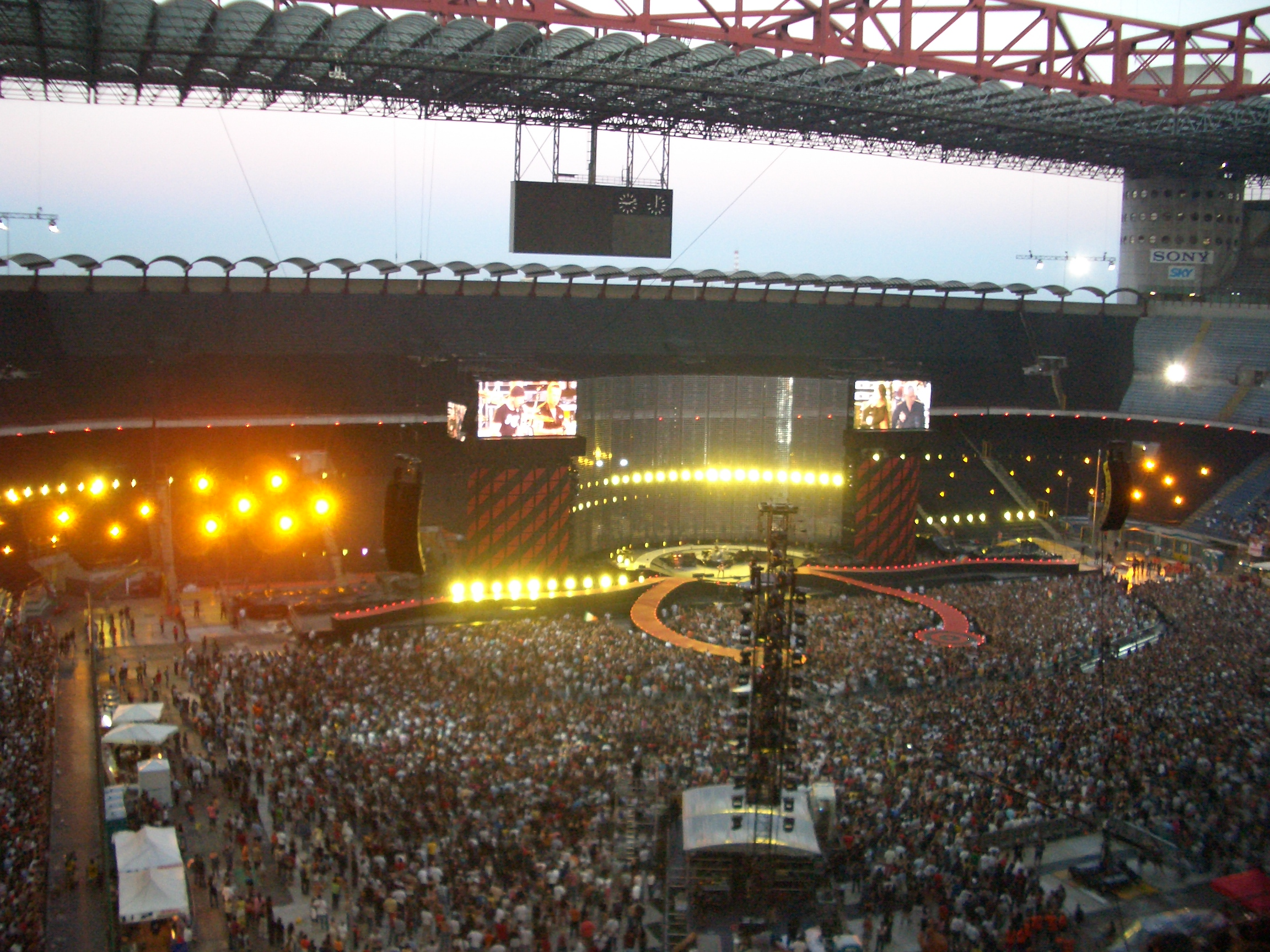
Concierto de U2 en el Estadio Giuseppe Meazza en julio de 2005, durante el Vertigo Tour, en Milán, Italia.

Tras la publicación de How to Dismantle an Atomic Bomb, U2 dio inicio a la gira de promoción del álbum el 28 de marzo de 2005 en el iPayOne Center de San Diego, California, que finalizó el 9 de diciembre de 2006 en Honolulú, Hawái. La gira incluyó cinco etapas y un total de 131 conciertos. La primera y tercera etapa incluyó conciertos de aforo reducido en Norteamérica, mientras que la segunda y cuarta etapa estuvo integrada por macroconciertos en Europa y América del Sur y Central, respectivamente. La última fase, que se trasladó al Pacífico, fue suspendida debido a una enfermedad sufrida por la hija de The Edge, Sian.
El diseño del escenario del Vertigo Tour fue más sobrio en comparación con anteriores giras de U2. Además, la gira recaudó 260 millones de dólares con 110 conciertos sin entradas en 2005, convirtiéndose en la mayor recaudación musical del año para un grupo. Solo en Norteamérica, la gira recaudó 138,9 millones de dólares.
La gira Vertigo Tour ganó los premios al trabajo de giras promovidos por Billboard a la mejor gira, el mejor diseño y el mejor evento. Al final de la gira, se habían vendido un total de 4.619.021 entradas con un total de 389 millones de dólares. Asimismo, la gira sirvió como base para la grabación de tres conciertos publicados en DVD: Vertigo: Live from Chicago, Vertigo: Live from Milan y U2 3D.
De las canciones publicadas en el álbum How to Dismantle an Atomic Bomb, solo "Vertigo" y "City of Blinding Lights" fueron interpretadas en todos los conciertos desde el inicio.

## Lista de canciones
Todas las canciones escritas y compuestas por U2, con letras de Bono excepto donde se anota.. 
| N.º | Título                                                         | Duración |  |
| 1.  | «Vertigo» (Bono, The Edge)                                     | 3:11     |  |
| 2.  | «Miracle Drug» (Bono, The Edge)                                | 3:54     |  |
| 3.  | «Sometimes You Can't Make It on Your Own»                      | 5:08     |  |
| 4.  | «Love and Peace or Else» (Bono, The Edge)                      | 4:48     |  |
| 5.  | «City of Blinding Lights»                                      | 5:47     |  |
| 6.  | «All Because of You»                                           | 3:34     |  |
| 7.  | «A Man and a Woman»                                            | 4:30     |  |
| 8.  | «Crumbs from Your Table»                                       | 5:03     |  |
| 9.  | «One Step Closer»                                              | 3:48     |  |
| 10. | «Original of the Species»                                      | 4:41     |  |
| 11. | «Yahweh» (Bono, The Edge)                                      | 4:22     |  |
| 12. | «Fast Cars» (Tema extra en las ediciones británica y japonesa) | 3:44     |  |

## Material adicional

### DVD
- Documental - U2 and 3 Songs
- Videos extra:

1. "Sometimes You Can't Make It On Your Own" (interpretación en estudio)
2. "Crumbs From Your Table"
3. "Vertigo" (Temple Bar Mix)
4. "Sometimes You Can't Make It On Your Own" (Acoustic Couch Mix)
5. "Vertigo" (interpretación en estudio)

### Unreleased and Rare
El box set The Complete U2, publicado de forma exclusiva en iTunes, incluía un set de temas previamente inéditos titulado Unreleased and Rare, seis de los cuales fueron extraídas de las sesiones de grabación de How to Dismantle an Atomic Bomb:
1. "Xanax and Wine" (demo version of "Fast Cars")
2. "Native Son" (demo version of "Vertigo")
3. "Smile" (canción descartada de las sesiones de How to Dismantle an Atomic Bomb)
4. "Sometimes You Can't Make It On Your Own" (demo)
5. "All Because of You" (versión alternativa)
6. "Yahweh" (mezcla alternativa de Chris Thomas)

### Demos inéditos
1. "Shark Soup"
2. "Full Metal Jacket" (versión demo de "Vertigo")
3. "Tough" (versión demo de "Sometimes You Can't Make It On Your Own")
4. "North Star"
5. "Lead Me In The Way I Should Go"
6. "You Can't Give Away Your Heart"

### "Mercy"
"Mercy" es un tema grabado durante las sesiones de grabación de How to Dismantle an Atomic Bomb publicada en Internet a través de un seguidor que recibió una copia del álbum. La canción, que fue eliminada de las copias finales, fue descrita por Blender Magazine como "una efusión de seis minutos y medio de U2 en su versión más desinhibida".
En el libro con ilustraciones y manuscritos elaborados por los distintos miembros de la banda que acompaña a la edición de coleccionista del álbum, se pueden encontrar constantes referencias a esta composición. En una de ellas se aprecia un eje cronológico que coloca a "Mercy" como el último tema en ser compuesto, lo que explicaría que hubiese quedado fuera del disco. Sin embargo, "Fast Cars", que sí fue incluido en esta misma edición, no aparece en el eje cronológico pero sí tachada en un lateral y con el nombre de la versión demo "Xanax and Wine". En otras dos páginas del mismo libro aparece escrita gran parte de la letra de "Mercy", con la peculiaridad de guardar pequeñas diferencias con la versión grabada.
El 12 de septiembre de 2010 se interpretaría públicamente y por primera vez "Mercy" durante el concierto que el grupo ofreció en Zúrich durante la tercera manga del U2 360° Tour, la gira de promoción del álbum No Line on the Horizon publicado en 2009. Esto confirmaría que, tal como se sospechaba, el tema formaría parte de Songs Of Ascent, el anunciado como próximo álbum de la banda irlandesa.

## Personal

### U2
- Bono: voz; piano en "City of Blinding Lights"; guitarra en "Miracle Drug", "One Step Closer" y "Yahweh"
- The Edge: guitarras, piano, teclados, coros; segunda voz en "Sometimes You Can't Make It On Your Own" y el puente de "Miracle Drug"
- Adam Clayton: bajo
- Larry Mullen: batería, percusión y coros en "Miracle Drug"

### Otros músicos
- Jacknife Lee: teclados y sintetizadores
- Daniel Lanois: guitarra, pedal steel, mandolina y shaker

## Listas de éxitos
| País           | Listas            | Listas           | Listas        | Ventas             |
|                | Posición más alta | Semanas en lista | Certificación |                    |
| -------------- | ----------------- | ---------------- | ------------- | ------------------ |
| Argentina      | 16                |                  | +40.000       | Platino            |
| Australia      | 1                 | 33               | +280 000      | Platino (x4)       |
| Austria        | 1                 | 42               | +30 000       | Platino            |
| Brasil         |                   |                  | +250 000      | Platino (x2)       |
| Canadá         |                   |                  | +500.000      | Platino (x5)       |
| Dinamarca      | 1                 | 36               | +60.000       | Platino (x2)       |
| Finlandia      | 1                 | 14               | +21.350       | Oro                |
| Francia        | 1                 | 61               | +300.000      | Platino            |
| Alemania       |                   |                  | +300.000      | Platino / Oro (x3) |
| Hungría        |                   |                  | +5.000        | Oro                |
| Irlanda        | 1                 |                  | +100.000      | Platino (x10)      |
| Japón          |                   |                  | +250.000      | Platino            |
| México         | 1                 | 14               | +100.000      | Platino            |
| Países Bajos   | 1                 | 68               | +40.000       | Oro                |
| Nueva Zelanda  | 1                 | 20               | +45.000       | Platino (x3)       |
| Noruega        | 1                 | 41               |               |                    |
| Polonia        |                   |                  | +20.000       | Oro                |
| Portugal       |                   |                  | +60.000       | Oro                |
| España         | 6                 | 44               | +200.000      | Platino (x2)       |
| Suecia         | 1                 | 32               | +60.000       | Platino            |
| Suiza          | 1                 | 40               |               |                    |
| Reino Unido    | 1                 |                  | +1.200.000    | Platino (x4)       |
| Estados Unidos | 1                 | 56               | +3.000.000    | Platino (x3)       |

| Predecesor: Encore de Eminem | Billboard 200 - Álbum nº1 5 de diciembre - 11 de diciembre de 2004      | Sucesor: Collision Course de Jay-Z & Linkin Park   |
| Predecesor: Encore de Eminem | UK Album Chart - Álbum n.º 1 4 de diciembre - 24 de diciembre de 2004   | Sucesor: Greatest Hits de Robbie Williams          |
| Predecesor: Encore de Eminem | ARIA Album Chart - Álbum n.º 1 29 de noviembre - 5 de diciembre de 2004 | Sucesor: Love. Angel. Music. Baby. de Gwen Stefani |